# 페트라 넴초바
페트라 넴초바(Petra Němcová, 1979년 6월 24일 ~ )는 체코의 모델, 텔레비전 호스트, 자선가이다.